# شارلين آرثر
شارلين آرثر (بالإنجليزية: Charline Arthur)‏ هي موسيقية أمريكية، ولدت في 2 سبتمبر 1929، وتوفيت في 27 نوفمبر 1987 في بوكاتيلو في الولايات المتحدة.

## وصلات خارجية
- شارلين آرثر على موقع ميوزك برينز (الإنجليزية)
- شارلين آرثر على موقع أول ميوزيك (الإنجليزية)
- شارلين آرثر على موقع ديسكوغز (الإنجليزية)